# Schinoussa
Die griechische Insel Schinoussa (griechisch Σχοινούσσα [sçiˈnusa] (f. sg.), auch Σχοινούσα) gehört zu den Kleinen Kykladen. Zusammen mit einigen unbewohnten Inselchen bildet sie den Gemeindebezirk Schinoussa der Gemeinde Naxos und Kleine Kykladen in der Region Südliche Ägäis.

## Lage

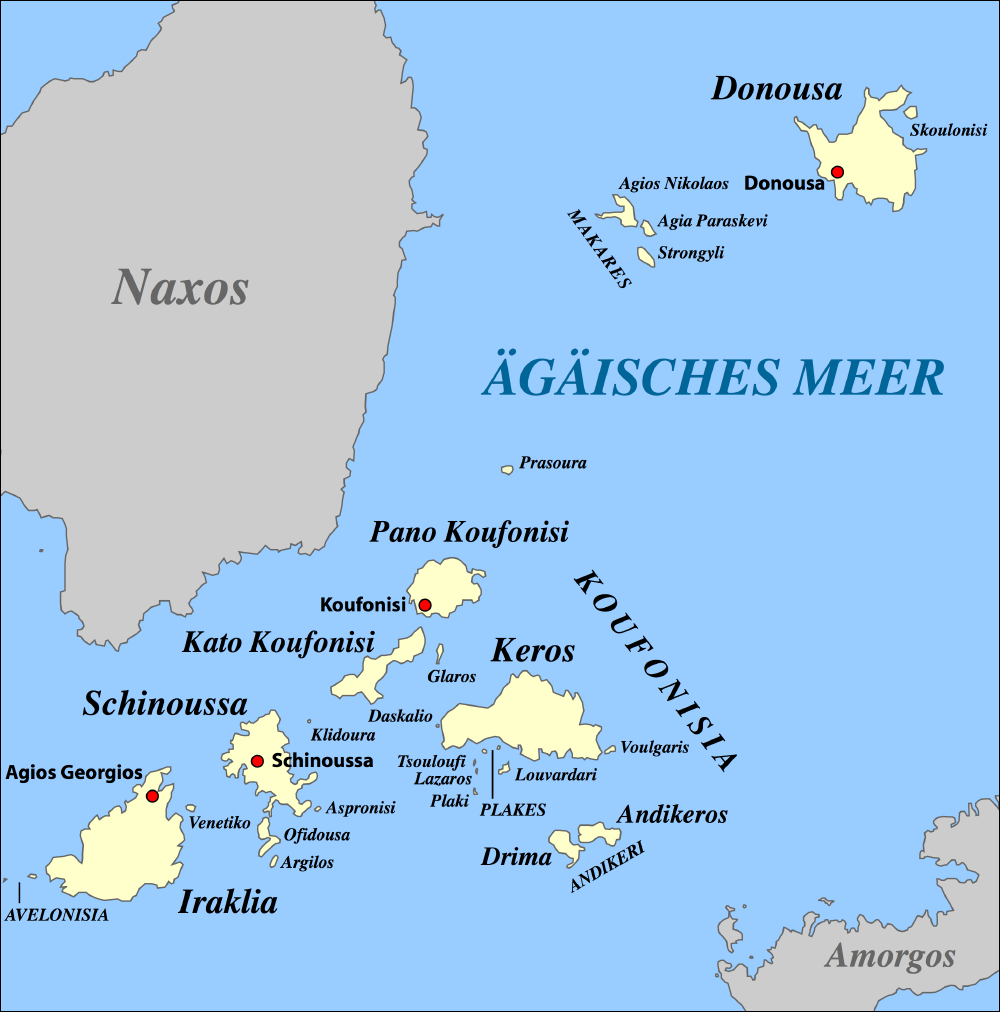
Kleine Kykladen

Schinoussa liegt etwa 6 km südlich von Naxos. Die nächstgelegenen Inseln sind Iraklia 3 km südwestlich und Kato Koufonisi 3 km nordöstlich. Die Küstenlinie der 8,144 km² großen, maximal 4,5 km langen und 3 km breiten Insel ist durch zahlreiche kleine Buchten stark zergliedert. Im Süden schließt sich die unbewohnte Insel Ofidoussa in einer Entfernung von kaum 50 m unmittelbar an, Argilos liegt weitere 400 m südlich. Aspronisi liegt 200 m südöstlich und Klidoura im Nordosten einen km entfernt.

## Geschichte
Vermutlich war die Insel während der frühkykladischen Zeit im 3. Jahrtausend v. Chr. besiedelt. Archäologische Funde konnten nachweisen, dass Schinoussa seit der Antike bewohnt war.
Aufgrund reichhaltiger Keramikfunde geht man von großen Handelsaktivitäten während der byzantinischen Zeit aus. Seit Ende des 11. Jahrhunderts n. Chr. war die Insel im Besitz des Klosters Chozoviotissa (Παναγία Χοζοβιώτισσα) auf Amorgos.
Nach der Eroberung Konstantinopels während des Vierten Kreuzzuges kam Schinoussa zum venezianischen Herzogtum Archipelagos, das 1207 von Marco Sanudo gegründet wurde. Nachdem die Flotte Chaireddin Barbarossas Naxos erobert hatte, begann die osmanische Herrschaft. Vermutlich war die Insel während der osmanischen Zeit aufgrund von Piratenüberfällen unbewohnt.
Mit dem Londoner Protokoll von 1829 wurde Schinoussa wie die anderen Kykladeninseln Teil des neuen griechischen Staates. Hauptsächlich Menschen aus Amorgos siedelten sich Mitte des 19. Jahrhunderts wieder auf der Insel an. Zu Beginn des 20. Jahrhunderts verließen viele Menschen die Insel nach Athen. Während des Zweiten Weltkrieges wurde Schinoussa zuerst von 1941 bis 1943 von Italien und anschließend bis 1944 von der deutschen Wehrmacht besetzt. Aufgrund der schlechten wirtschaftlichen Situation waren nach dem Krieg viele Menschen gezwungen, die Insel zu verlassen.
Obwohl die Verkehrsanbindung immer noch Probleme bereitet, haben verbesserte Bildungseinrichtungen sowie der aufkommende Tourismus dazu beigetragen, dass junge Familien in den letzten zwei Jahrzehnten die Insel als Wohnsitz wählen.

## Gliederung
Der Gemeindebezirk Schinoussa zählt 227 Einwohner und besteht aus folgenden Dörfern:
- Schinoussa oder Panagia (Σχοινούσσα (f. sg.)), 211 Ew.
- Mesaria (Μεσαριά (f. sg.)), 16 Ew.
- Mersini (Μερσίνι), der Hafenort, ist in der offiziellen Statistik nicht erfasst

sowie den unbewohnten Inseln
- Argilos (Άργιλος (f. sg.))
- Klidoura (Κλιδούρα (f. sg.)) oder Gaidoura (Γαϊδούρα)
- Ofidoussa (Οφειδούσσα (f. sg.))
- Plaka (Πλάκα (f. sg.))

## Wirtschaft
Die Bevölkerung lebt in erster Linie von der Landwirtschaft, daneben spielt der Tourismus bis jetzt eher eine untergeordnete Rolle.

## Naturschutz
Schinoussa ist Teil des Natura 2000 Gebiets GR4220013 Mikres Kyklades: Irakleia, Schinoussa, Koufonisia, Keros, Antikeri kai thalassia zoni ().